# TV Paraíba
TV Paraíba é uma emissora de televisão brasileira sediada em Campina Grande, cidade do estado da Paraíba. Opera no canal 3 (21 UHF digital), e é afiliada da TV Globo. A emissora pertence à Rede Paraíba de Comunicação, que, por sua vez, pertence ao Grupo São Braz, de propriedade do empresário José Carlos da Silva Júnior. Seus estúdios estão no bairro da Palmeira e seus transmissores estão numa torre de telefonia próxima à sede da emissora, também no mesmo bairro.

## História
A história da TV Paraíba teve o seu início no dia 19 de março de 1984, sob a denominação de Televisão Paraíba Ltda. O contrato de constituição foi arquivado na Junta Comercial do Estado da Paraíba, Delegacia Regional de Campina Grande, em 21 de março de 1984. No dia 9 de outubro de 1984, o então Presidente da Republica, João Figueiredo, assinou o Decreto Nº 90.287, publicado no Diário Oficial do dia seguinte, que outorgou concessão à Televisão Paraíba para explorar, pelo prazo de 15 anos, sem direito de exclusividade, serviços de radiodifusão de sons e imagens (televisão) na cidade de Campina Grande.
Sua construção teve inicio no dia 17 de fevereiro de 1986 e sua conclusão em 31 de dezembro do mesmo ano. A administração e fiscalização da obra ficaram a cargo do senhor José Uchôa, primeiro funcionário da TV. Durante a construção, a Televisão Paraíba abriu o seu primeiro escritório em Campina Grande, que ficava localizado no Edifício Lucas, no centro da cidade.
Na virada do ano de 1986 para 1987, à meia-noite, satisfazendo a curiosidade dos telespectadores de Campina Grande, a Televisão Paraíba entra no ar, exibindo o seu primeiro documentário "História de Bolso da Comunicação em Campina Grande". O material foi escrito, produzido, editado e dirigido por Rômulo Azevedo, com narração de Flávio Barros. Numa solenidade simples, realizada nos estúdios da emissora, a TV Paraíba foi dada por inaugurada. O primeiro telejornal da TV Paraíba a ir ao ar foi o CGTV 2ª Edição, com apresentação de Adenildo Pedrosa.
No dia 5 de agosto de 2010, a TV Paraíba, assim como a TV Cabo Branco, inaugurou os novos cenários de seus programas locais. Os estúdios ficaram mais amplos, modernos e coloridos, o que melhorou a interação com o público. Foi a primeira vez que os âncoras passaram a apresentar os telejornais em pé, dando adeus às tradicionais bancadas, símbolo do jornalismo formal. No novo formato, os programas ganharam mais leveza e proximidade com o telespectador.
Em outubro de 2013, a TV Paraíba mudou mais uma vez os seus cenários. Além da aquisição de equipamentos com tecnologia HD, os programas Bom Dia Paraíba, JPB 1ª Edição, JPB 2ª Edição, Globo Esporte e Paraíba Comunidade passaram a ser apresentados em um novo estúdio arrojado, que se harmonizou perfeitamente aos recursos do sinal digital.
Os apresentadores ganharam mobilidade durante a realização dos telejornais, já que a cenografia tem maior amplitude, e ainda passaram a utilizar os diversos monitores de LED espalhados pelo novo espaço. Além disso, a grande novidade foi a instalação de um videowall, composto por nove televisores, permitindo mais interação com os repórteres e convidados. Fez parte também da composição um painel com fotografias de Campina Grande, que destacam as belezas naturais e a paisagem urbana da cidade paraibana.
Em março de 2019 houve a mudança dos cenários da TV Cabo Branco, estreando no mesmo dia o novo grafismo compatível com as mudanças feitas em telejornais da Rede Globo e das afiliadas. O estúdio da TV Paraíba não sofreu alteração, porém a emissora passou a adotar o novo grafismo e também os novos nomes dos telejornais JPB1 e JPB2.
No dia 26 de novembro, após 20 anos de funcionamento, profissionais do escritório de Patos receberam a informação de que a direção decidiu encerrar as atividades no município, com alegações de questões de ordem econômica e de reordenamento de despesas. No entanto, a emissora manteve o escritório de Sousa.
Em 21 de junho de 2019, a TV Paraíba promove um corte em seu quadro de funcionários, demitindo um apresentador, uma repórter, editores e cinegrafistas. O corte afeta também a produção das edições locais dos telejornais JPB1 e Globo Esporte, que são suspensos e passam a ser exibidos em rede estadual a partir da TV Cabo Branco em João Pessoa, sendo mantido na grade de Campina Grande apenas o JPB2. A emissora alegou que as medidas foram tomadas por "decisões empresariais".

## Sinal digital
| Canal virtual | Canal físico | Proporção de tela | Programação                                 |
| ------------- | ------------ | ----------------- | ------------------------------------------- |
| 3.1           | 21 UHF       | 1080i             | Programação principal da TV Paraíba / Globo |

Em 12 de junho de 2013, a TV Paraíba começou a transmitir seu sinal digital em caráter experimental. A partir desse dia, alguns programas nacionais, como Encontro com Fátima Bernardes, as novelas e os jogos da Copa das Confederações foram exibidos com qualidade de som e imagem de cinema. Um mês depois, Campina Grande passou a ver toda a programação digital, inclusive os programas locais.
Transição para o sinal digital
Com base no decreto federal de transição das emissoras de TV brasileiras do sinal analógico para o digital, a TV Paraíba, bem como as outras emissoras de Campina Grande, cessou suas transmissões pelo canal 03 VHF em 5 de dezembro de 2018, seguindo o cronograma oficial da ANATEL.

## Programas
Além de retransmitir a programação nacional da TV Globo e a estadual gerada pela TV Cabo Branco, a TV Paraíba produz e exibe o seguinte programa:
- JPB2: Telejornal, com Carlos Siqueira de Segunda a Sexta-feira ; no sábado é retransmitido da TV Cabo Branco.

Retransmitidos da TV Cabo Branco
- Bom Dia Paraíba: telejornal, com Amy Nascimento ;
- JPB1: Telejornal, com Denise Delmiro;
- Globo Esporte PB: Jornalístico esportivo, com Danilo Alves;
- Paraíba Comunidade: jornalístico, com Zuíla David

## Sinal

### Canais analógicos
A área de cobertura oficial do sinal analógico da TV Paraíba abrange 86 municípios paraibanos. As transmissões do sinal analógico da emissora foram cessadas em 10 municípios, portanto, atualmente, 76 municípios são atendidos pelo sinal analógico:
Em operação
- Água Branca
- Alcantil
- Amparo
- Arara
- Araruna
- Areia
- Aroeiras
- Barra de São Miguel
- Belém do Brejo do Cruz
- Boa Vista
- Boqueirão
- Bom Sucesso
- Brejo do Cruz
- Brejo dos Santos
- Cabaceiras
- Cacimba de Dentro
- Cajazeiras - canal 12
- Camalaú
- Catingueira
- Catolé do Rocha - canal 3
- Conceição
- Condado
- Coremas
- Cubati
- Damião
- Desterro
- Emas
- Fagundes
- Gado Bravo
- Gurjão
- Ibiara
- Ingá
- Itaporanga
- Jericó - canal 9
- Juazeirinho
- Junco do Seridó
- Juru
- Livramento
- Mãe d’Água
- Malta
- Marizópolis
- Matinhas
- Matureia - canal 29
- Mogeiro
- Monteiro - canal 9
- Nova Floresta
- Nova Palmeira
- Parari
- Patos - canal 9
- Paulista
- Pedra Branca
- Piancó
- Picuí
- Pocinhos
- Pombal - canal 4
- Princesa Isabel
- Queimadas
- Remígio
- Riachão do Bacamarte
- Santa Luzia
- Santa Terezinha
- Santana dos Garrotes
- São Bentinho
- São Bento
- São José de Piranhas
- São Mamede
- Serra Branca
- Serra Redonda
- Solânea
- Soledade
- Sousa - canal 9
- Sumé
- Taperoá
- Teixeira
- Várzea

Desativados
- Alagoa Nova - canal 3
- Areial - canal 3
- Campina Grande (geradora) - canal 3
- Caturité - canal 3
- Esperança - canal 3
- Lagoa Seca - canal 3
- Massaranduba - canal 3
- Montadas - canal 3
- Puxinanã - canal 3
- São Sebastião de Lagoa de Roça - canal 3

### Canais digitais
Em operação

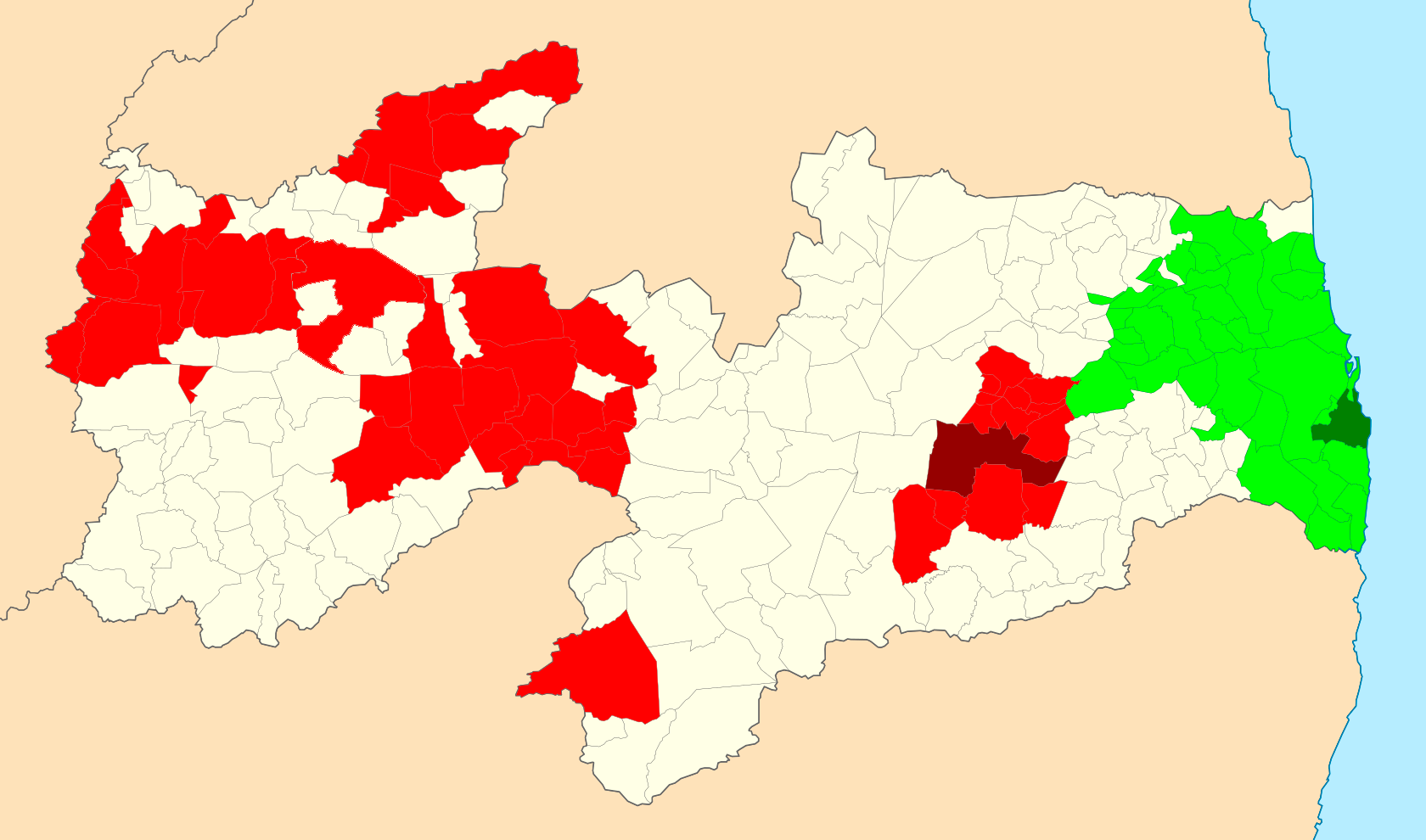
Região de cobertura do sinal digital:
TV Cabo Branco
TV Paraíba

O sinal digital da TV Paraíba abrange 50 municípios paraibanos:
- Campina Grande - canal 21/3.1 (geradora)
- Cajazeiras - canal 19/12.1 (retransmissora)
- Catolé do Rocha - canal 20/3.1 (retransmissora)
- Matureia - canal 21/29.1 (retransmissora)
- Monteiro - canal 22/9.1 (retransmissora)
- Patos - canal 19/9.1 (retransmissora)
- Pombal- canal 19/4.1 (retransmissora)
- Sousa - canal 21/9.1 (retransmissora)

Demais cidades que recebem o sinal:
- Alagoa Nova - canal 21/3.1
- Aparecida - canal 21/9.1
- Areial - canal 21/3.1
- Belém do Brejo do Cruz - canal 20/3.1
- Bernardino Batista - canal 19/12.1
- Bom Jesus - canal 19/12.1
- Boqueirão - canal 21/3.1
- Brejo do Cruz - canal 20/3.1
- Brejo dos Santos - canal 20/3.1
- Cachoeira dos Índios - canal 19/12.1
- Cacimba de Areia - canal 21/29.1
- Cacimbas - canal 21/29.1
- Carrapateira - canal 19/12.1
- Catingueira - canal 21/29.1
- Caturité - canal 21/3.1
- Condado - canal 19/9.1
- Desterro - canal 21/29.1
- Emas - canal 21/29.1
- Esperança - canal 21/3.1
- Fagundes - canal 21/3.1
- Lagoa Seca - canal 21/3.1
- Mãe d'Água - canal 21/29.1
- Marizópolis - canal 21/9.1
- Massaranduba - canal 21/3.1
- Matinhas - canal 21/3.1
- Mato Grosso - canal 20/3.1
- Montadas - canal 21/3.1
- Olho d'Água - canal 19/9.1
- Passagem - canal 21/29.1
- Puxinanã - canal 21/3.1
- Queimadas - canal 21/3.1
- Riacho dos Cavalos - canal 20/3.1
- Santa Helena - canal 19/12.1
- Santa Terezinha - canal 21/29.1
- São Francisco - canal 21/9.1
- São João do Rio do Peixe - canal 19/12.1
- São José de Espinharas - canal 19/9.1
- São José do Bonfim - canal 21/29.1
- São Mamede - canal 19/9.1
- São Sebastião de Lagoa de Roça - canal 21/3.1
- Teixeira - canal 21/29.1
- Triunfo - canal 19/12.1
- Vieirópolis - canal 21/9.1

Retransmissoras em implantação